# Чероки (округ, Оклахома)
Округ Чероки (англ. Cherokee County) располагается в штате Оклахома, США. Официально образован в 1907 году. По состоянию на 2013 год, численность населения составляла 48 017 человек.

## География
По данным Бюро переписи США, общая площадь округа равняется 2009,842 км2, из которых 1945,092 км2 суша и 64,750 км2, или 3,270 %, — это водоёмы.

## Население
По данным переписи населения 2000 года в округе проживает 42 521 житель в составе 16 175 домашних хозяйств и 11 079 семей. Плотность населения составляет 22,00 человека на км2. На территории округа насчитывается 19 499 жилых строений, при плотности застройки около 10,00-ти строений на км2. Расовый состав населения: белые — 56,41 %, афроамериканцы — 1,20 %, коренные американцы (индейцы) — 32,42 %, азиаты — 0,27 %, гавайцы — 0,04 %, представители других рас — 2,10 %, представители двух или более рас — 7,56 %. Испаноязычные составляли 4,14 % населения независимо от расы.
В составе 32,70 % из общего числа домашних хозяйств проживают дети в возрасте до 18 лет, 52,50 % домашних хозяйств представляют собой супружеские пары, проживающие вместе, 11,90 % домашних хозяйств представляют собой одиноких женщин без супруга, 31,50 % домашних хозяйств не имеют отношения к семьям, 25,30 % домашних хозяйств состоят из одного человека, 9,00 % домашних хозяйств состоят из престарелых (65 лет и старше), проживающих в одиночестве. Средний размер домашнего хозяйства составляет 2,52 человека, и средний размер семьи 3,04 человека.
Возрастной состав округа: 26,30 % моложе 18 лет, 14,60 % от 18 до 24, 25,70 % от 25 до 44, 21,50 % от 45 до 64 и 21,50 % от 65 и старше. Средний возраст жителя округа 32 лет. На каждые 100 женщин приходится 96,30 мужчин. На каждые 100 женщин старше 18 лет приходится 92,10 мужчин.
Средний доход на домохозяйство в округе составлял 26 536 USD, на семью — 32 369 USD. Среднестатистический заработок мужчины был 25 993 USD против 21 048 USD для женщины. Доход на душу населения составлял 13 436 USD. Около 17,00 % семей и 22,90 % общего населения находились ниже черты бедности, в том числе — 28,40 % молодёжи (тех, кому ещё не исполнилось 18 лет) и 13,80 % тех, кому было уже больше 65 лет.